# Christliche Rechte
Die christliche Rechte bezeichnet eine Gruppe von politisch rechtsorientierten Christen, die aus religiöser Überzeugung politisch zugunsten eines gesellschaftspolitischen Konservatismus tätig sind. Oft ist damit die „Christian right“ in den USA gemeint. Manchmal wird für christliche Rechte auch die Bezeichnungen religiöse Rechte oder Theokonservatismus gebraucht.

## Vorläufer
1935 entstand die fundamentalistische Organisation The Fellowship Foundation, welche anstelle des New Deals eine Rückbesinnung auf „christlich-konservative Werte“ als Lösung für die damalige Weltwirtschaftskrise forderte. Als Ziel schwebte der Organisation ein elitärer Fundamentalismus vor, bei dem die Gesellschaft durch in Gebetszellen organisierte, „durch Gott gelenkte“ Männer kontrolliert wird, die nicht in demokratischem Sinne die Massen konsultieren würden, sondern durch Jesus Christus, so wie er sich ihnen offenbart, geführt werden sollen. Die als „The Family“ bezeichnete Organisation war streng anti-kommunistisch ausgerichtet und übte vor allem in der McCarthy-Ära der 1950er-Jahre starken Einfluss auf die Politik aus.

## Entstehung und Einfluss
Die neue christliche Rechte entstand in den Vereinigten Staaten in den 1970er-Jahren durch Kooperation von Neokonservativen mit evangelikal-fundamentalistischen Geistlichen und Fernsehpredigern wie Jerry Falwell und Tim LaHaye. Der presbyterianische Pastor Francis Schaeffer hatte großen Einfluss auf die späteren zentralen Akteure der christlichen Rechten. Die christliche Rechte in den USA rekrutiert sich außerdem zu einem kleinen Teil aus konservativen Katholiken. Ein prominentes Gesicht der katholischen Rechten ist der Republikaner Rick Santorum, welcher 2012 und 2016 erfolglos als Kandidat für die Präsidentschaftsvorwahlen der Partei antrat.
Anfang der 1990er-Jahre begannen christliche Rechte, sich viel stärker als „politische“ Bewegung zu organisieren. Anstelle von Geistlichen und Predigern übernahmen nun Anwälte und Politiker Führungsrollen. Zu den zentralen Strategien in dieser Phase gehörten vor allem der Aufbau rechter Denkfabriken sowie die Infiltration und Unterwanderung der Republikanischen Partei und die Wahlunterstützung republikanischer Kandidaten. So erhielt George W. Bush etwa ein Drittel seiner Stimmen von religiösen Rechten. Entscheidungen des Obersten Gerichtshofs werden durch die religiöse Rechte entscheidend beeinflusst. Richter, die der religiösen Rechten nahestehen oder ihr angehören, treffen dabei deutlich konservativere Entscheidungen hinsichtlich Geschlechterdiskriminierung und der Todesstrafe als andere Richter.
Der Einfluss der religiösen Rechten in den USA ging 2008 vorübergehend zurück. Vor allem junge Gläubige fallen von den konservativen Kirchenführern ab. Durch die Wahl Donald Trumps 2016 erfuhr die religiöse Rechte wachsenden Einfluss in der US-amerikanischen Politik, insbesondere weil Vizepräsident Mike Pence rechts-evangelikale Standpunkte vertritt. Da Trump selbst weder der Christian Right angehört noch den Idealen dieser Bewegung entspricht, ist dies eher als eine Art Zweckallianz zu sehen.
Seit den 2010er-Jahren gewann die religiöse Rechte im Dunstkreis konservativer Politiker in Lateinamerika wachsenden Einfluss. 2015 wurde Mauricio Macri in Argentinien und 2017 Sebastián Piñera in Chile gewählt, insbesondere aber die Wahl des evangelikalen Präsidenten Jair Bolsonaro in Brasilien 2018 markierte einen Bruch in dem zuvor eher römisch-katholisch geprägten Land.
In der Regel wird auch ein eschatologisch begründeter, christlicher Zionismus unterstützt, der eine strikt pro-israelische Position einnimmt und oft eine sogenannte Zweistaatenlösung mit den palästinensischen Arabern ablehnt. Nach dem Rückzug vieler Botschaften aus der israelischen Hauptstadt Jerusalem wurde dort 1980 die Organisation Internationale Christliche Botschaft Jerusalem gegründet.

## Organisationen
Zu den wichtigsten Gruppen zählt die noch heute existierende The Fellowship Foundation. Laut dem Journalisten Jeff Sharlet werden in internen Dokumenten und Diskussionen unter anderem Hitler, Lenin, Ho Chi Minh und Osama bin Laden als Modelle zur Verdeutlichung des Führungsverständnisses dieses Netzwerkes herangezogen. Trotz dieser antidemokratischen Wurzeln sind sowohl republikanische als auch demokratische Politiker Mitglied bei der Fellowship Foundation. In Afrika gelten der heutige ugandische Präsident Yoweri Museveni sowie David Bahati als Schlüsselfigur der Fellowship Foundation, so wird das letztendlich vom dortigen Verfassungsgericht gekippte Anti-Homosexuellen-Gesetz in Uganda auf das Wirken der Fellowship Foundation zurückgeführt.
Die 1979 gegründete Vereinigung Moral Majority (dt. „moralische Mehrheit“) von Jerry Falwell war eine der ersten Organisationen der religiösen Rechten in den Vereinigten Staaten. Im selben Jahr entstanden die Lobbygruppen Christian Roundtable (dt. „christliche Runde“) und Christian Voice (dt. „christliche Stimme“). Die Christian Roundtable bemühte sich hauptsächlich darum, führende Politiker mit wichtigen religiösen Rechten zusammenzubringen. 1980 organisierte die Gruppe ein Treffen zwischen konservativen Republikanern, darunter Ronald Reagan, und protestantischen Fundamentalisten, zu denen W. A. Criswell, der ehemalige Präsident der Southern Baptist Convention, zählte. Die Christian Voice, die ein Jahr nach ihrer Gründung 187.000 Mitglieder aufwies, machte es sich zur Aufgabe, die „Moral“ von Amtsträgern zu beurteilen. Dazu entwickelte die Gruppe eine „Moral-Skala“ mit 14 Schwerpunktthemen. Die Christian Voice war gegen Abtreibung, Quotenregelungen für ethnische Minderheiten, Busbeförderung von Schulkindern in andere Bezirke zur Förderung der Desegregation, das Bildungsministerium der Vereinigten Staaten, Rechte für Homosexuelle, die SALT II-Verträge, Pornografie, Sexualunterricht und eine Reihe weiterer Themen. Politiker, die in genügend dieser Punkte mit der Christian Voice übereinstimmten, wurden als „moralisch“ eingestuft, wobei Republikaner eher diesem Standard entsprachen als Demokraten.
Weitere Organisationen der religiösen Rechten in den Vereinigten Staaten sind die Christian Coalition of America, das Family Research Council, Focus on the Family, Concerned Women for America und das Eagle Forum. Der Spiegel zählt die Southern Baptist Convention in den Vereinigten Staaten zur „Speerspitze“ der religiösen Rechten.

## Positionen

### Empfängnisverhütung und Schwangerschaftsabbruch
Ein zentrales Anliegen von religiösen Rechten ist seit den 1970er-Jahren und insbesondere seit Roe v. Wade die Ablehnung des Rechts auf die Abtreibung. Francis Schaeffer, Jerry Falwell und andere Vertreter der religiösen Rechten sahen die Entscheidung des Supreme Court in Roe v. Wade als einen Angriff auf „Familienwerte“. Bereits Ronald Reagan hatte sich in seinem Wahlkampf für ein verfassungsrechtliches Verbot von Abtreibungen ausgesprochen.
Die 1986 von Randall Terry und anderen religiösen Rechten gegründete Organisation Operation Rescue (dt. „Operation Rettung“) sah Abtreibung als „Holocaust am ungeborenen Leben“. Mitglieder der Operation Rescue nutzen militante Mittel wie Einschüchterung und körperliche Belästigung, um Frauen und Ärzte tage- bis wochenlang am Betreten von Abtreibungskliniken, von den Aktivisten u. a. als „Tötungszentren“ bezeichnet, zu hindern und sie in „Schwangerschaftsberatungen“ von „Kindesmord“ abzuhalten. Zu den größten Aktionen dieser Gruppe gehörten Proteste in Atlanta während der Democratic National Convention 1988 und eine 46 Tage andauernde „Blockade“ in Wichita (Kansas) im Jahr 1991.
Die Bemühungen, Abtreibung verbieten zu lassen, nahmen während der Präsidentschaft von George W. Bush deutlich zu. Viele der wichtigsten Posten der Regierung Bush wurden an Vertreter der religiösen Rechten vergeben. Diese nahmen direkten und indirekten Einfluss auf politische Entscheidungen, indem sie beispielsweise mitbestimmten, welche Kandidaten für den Supreme Court sowie untergeordnete Gerichtshöfe nominiert wurden. Darüber hinaus versuchten sie, die öffentliche Meinung dadurch zu beeinflussen, dass sie auf Webseiten der Regierung falsche Informationen einstellten, so etwa Behauptungen, dass Abtreibung Brustkrebs und Geisteskrankheiten verursache.
In dieser Zeit weiteten religiöse Rechte ihre Kampagne gegen reproduktive Rechte aus und wandten sich zunehmend auch gegen Empfängnisverhütung und insbesondere die Antibabypille. Sie definierten den Beginn einer Schwangerschaft um und fingen an, die Pille danach als eine Form von Abtreibung darzustellen. So waren christliche Rechte entschieden gegen einen Zulassungsantrag für eine rezeptfreie Ausgabe der Pille danach mit der Begründung, bei dem Medikament handele es sich um ein Abortivum, das Promiskuität bei weiblichen Jugendlichen begünstige.
Am 24. Juni 2022 hob der Oberste Gerichtshof im Verfahren Dobbs v. Jackson Women’s Health Organization das Urteil Roe v. Wade auf, womit fortan die Legislativen der Bundesstaaten über die Legalität von Schwangerschaftsabbrüchen zu entscheiden haben. Einige Bundesstaaten setzten umgehend Verbotsgesetze in Kraft.

### Equal Rights Amendment und Feminismus
Die christliche Rechte in den Vereinigten Staaten war zentral am Scheitern des Equal Rights Amendment (ERA), eines Verfassungszusatzes zur Gleichberechtigung von Frauen, beteiligt. Das rechtsreligiöse Eagle Forum wurde mit dem ausdrücklichen Ziel gegründet, die Ratifikation des ERA zu verhindern. Das vom Kongress verabschiedete ERA genoss breite Unterstützung in der amerikanischen Bevölkerung. Dennoch gelang es der Gründerin des Eagle Forum, Phyllis Schlafly, gemeinsam mit antifeministischen Organisationen durch Petitionen und Lobbying die Annahme des ERA in Schlüsselstaaten zu verhindern und einige Parlamente zur Rücknahme ihrer bereits erteilten Zustimmung zu bewegen. Die vom Kongress gesetzte Ratifikationsfrist lief 1982 ab, und das ERA war gescheitert.
Pat Robertson, Gründer der Christian Coalition of America, hielt ein verfassungsrechtliches Verbot von Diskriminierung aufgrund des Geschlechts für „gefährlich“. Das ERA berge nicht nur die „Gefahr“ von Frauenrechten, sondern auch von Rechten für Homosexuelle. In einem Spendenaufruf zur Bekämpfung des ERA in Iowa schrieb er: „Die feministische Agenda kümmert sich nicht um Frauenrechte. Es handelt sich hierbei um eine sozialistische, antifamiliäre Bewegung, die Frauen dazu auffordert, ihre Ehegatten zu verlassen, ihre Kinder zu töten, Hexerei zu betreiben, den Kapitalismus zu zerstören und Lesben zu werden.“ Jerry Falwell, Gründer der Moral Majority, war der Meinung, dass das ERA durch die Vorschrift absoluter Gleichberechtigung Frauen viele „Sonderrechte“ nehmen würde. Der Feminismus sei die eigentliche Ursache von Scheidungen, weil Frauen nach „Selbstverwirklichung“ strebten. „Wenn wir Frauen vom öffentlichen Leben ausschließen, ist das nicht, weil wir auf sie verzichten wollen, sondern weil wir ihnen ihre wesentliche Ehre zurückgeben möchten... Die herausragendste und höchste Berufung von Frauen ist immer als Frau und Mutter“, so Falwell. Auch Howard Phillips, der die Vereinnahmung der Republikanischen Partei durch die Moral Majority und religiöse Rechte arrangierte, sah das ERA als „antifamiliär“ und war der Ansicht, dass der Verfassungszusatz zur „Befreiung der Frau von der Führung des Ehemannes“ führen und „damit die Familieneinheit“ zerstören würde.

### Evolution
Religiöse Rechte lehnen die Evolutionstheorie ab und versuchen intelligent design im Unterricht an öffentlichen Schulen zu verankern und die Gesetzgebung dahingehend zu beeinflussen. Beispielsweise sieht Tim LaHaye in Darwins Theorie den Grund für die „Zerstörung des moralischen Fundaments“ der Vereinigten Staaten und macht den säkularen Humanismus für Drogen, Sex, Gewalt und Hemmungslosigkeit an Schulen verantwortlich. Laut Jimmy Swaggart ist ein „Unterricht ohne Gott“ die größte Bedrohung für Kinder in den USA. Pat Robertson kritisierte die US-amerikanische Regierung dafür, dass sie Kindern eine „amoralische, anti-christliche und humanistische“ Philosophie beibringen wolle – etwas, das zuvor nur wenige Staaten außer „den Nazis und Sowjets“ versucht hätten.
In den 1980er-Jahren versuchten christlich Rechte Einfluss auf die staatliche Bildungspolitik auszuüben, indem sie säkularen Humanismus und die Evolution als eine die öffentlichen Schulen dominierende „Religion“ darstellten, welche die Religionsfreiheit von Christen einschränke und somit gegen den 1. Zusatzartikel zur Verfassung der Vereinigten Staaten verstoße. Diese Taktik hatte wenig Erfolg und wurde in den 1990er-Jahren von Versuchen abgelöst, wichtige Positionen in kommunalen Schulausschüssen zu besetzen und so das Curriculum direkt zu verändern.
Private Schuleinrichtungen, die der religiösen Rechten nahestehen, führten obligatorischen Intelligent-Design-Unterricht ein. Beispielsweise mussten Studierende an der Liberty University, die von der Moral Majority finanziert wurde, unabhängig von ihrem Studienfach ein Semester kreationistische Biologie studieren.

### Homosexualität

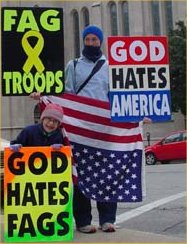
Anhänger der Westboro Baptist Church protestieren gegen Homosexualität

Vertreter der religiösen Rechten in den USA sind überwiegend intolerant gegenüber Homosexuellen eingestellt und lehnen gleichgeschlechtliche Ehen ab. Dem liegt eine wörtliche Auslegung der Bibel, in der Sexualität zwischen Mitgliedern eines Geschlechts verurteilt wird, zugrunde oder eine Abneigung gegen sexuelle Praktiken, die mit Homosexualität assoziiert werden. Religiöse Rechte hinderten Bill Clinton in seiner ersten Amtszeit daran, ein Verbot von Homosexuellen im Militär aufzuheben. Sie mobilisierten Republikaner, Veteranengruppen und Insider im Militär, die behaupteten, die Präsenz von lesbischen Soldatinnen und schwulen Soldaten würde sich störend auf die heterosexuelle Institution des Militärs und negativ auf die Truppenmoral auswirken.
Die zur extremen religiösen Rechten gehörende Westboro Baptist Church veranstaltet regelmäßig Demonstrationen gegen Lesben und Schwule. Während des Begräbnisses von Matthew Shepard, einem Studenten aus Wyoming, der wegen seiner sexuellen Orientierung ermordet wurde, protestierten Anhänger der Westboro Baptist Church gegen Homosexualität, riefen Beleidigungen und hate speech und hielten Schilder hoch, auf denen stand: „No Fags in Heaven“, „Matt in Hell“ und „AIDS cures faggots“. Das Family Research Council, eine der führenden Lobbyorganisationen der religiösen Rechten, distanzierte sich zwar von den Methoden der Anhänger, teilte jedoch ihr Entsetzen vor einer angeblichen „Homosexual Agenda“ und gab an, dass Homosexuelle, die keine Reue zeigen, „das Reich Gottes nicht erben“ würden.

### Kapitalismus
Die konservativ protestantischen Einstellungen der religiösen Rechten in den Vereinigten Staaten hängen mit wirtschaftsliberalen Ansichten zusammen. Laut Jerry Falwell, dem Gründer der Moral Majority, ist Kapitalismus ein von Gott begünstigtes Wirtschaftssystem, hierzu sagte er 1987: „Die Bibel fördert das freie Unternehmertum. Das Buch der Sprichwörter und die Gleichnisse unseres Herrn fördern klar den Besitz privaten Eigentums und die Grundsätze des Kapitalismus.“

### Klimawandel
In den Vereinigten Staaten bestreiten Teile der religiösen Rechten sowie Sozialkonservative und Befürworter einer möglichst geringen Rolle des Staates (small government), dass es einen menschengemachten globalen Klimawandel gibt. Führende Vertreter der religiösen Rechten wie Jerry Falwell, James Dobson und Pat Robertson zweifeln den Klimawandel an. Falwell hielt 2007 eine Predigt mit dem Titel The Myth of Global Warming (dt. Der Mythos der globalen Erwärmung) und Robertson wies die globale Erwärmung 2014 mit dem Argument zurück, dass der Winter 2013/14 besonders kalt gewesen sei. Studien zeigen, dass der Widerstand gegen Klimaschutzbemühungen besonders stark unter protestantischen weißen Evangelikalen ist. Eine Schlüsselrolle hierbei nimmt die 2005 gegründete Klimawandelleugnerorganisation Cornwall Alliance ein, die die Begrenzung von Treibhausgasemissionen sowohl aus moralischen, theologischen, politischen und nach Eigendarstellung auch wissenschaftlichen Gründen ablehnt. Der Klimawandel wird allerdings nicht von allen Vertretern der religiösen Rechten geleugnet. So etwa haben sich evangelikale Christen in der Evangelical Climate Initiative (dt. Evangelikale Klima-Initiative) zusammengeschlossen, um ihre Gemeinde über den globalen Klimawandel aufzuklären.
In den USA halten nur 34 % der evangelikalen Protestanten den Klimawandel für ein extrem oder sehr ernstes Problem, während 38 % der Auffassung waren, dass kein oder kein allzu schweres Problem sei. Der erste Wert ist der niedrigste unter allen religiösen Gruppen, der zweite der höchste.

### Rassentrennung
Der Beginn der Entwicklung der christlichen Rechten als moderne politische Bewegung in den Vereinigten Staaten hängt mit dem Ende der Rassentrennung in der Folge des Urteils des Supreme Corts in Sachen Brown v. Board of Education von 1954 zusammen. Unmittelbar danach hatten weiße Eltern ihre Kinder zunehmend aus öffentlichen Schulen genommen und sie in privaten, vor allem christlichen Schulen eingeschult, die nur weiße Schüler aufnahmen.
Nach Gerichtsurteilen 1969 begannen die Steuerbehörden solchen Schulen die Steuerbefreiung zu entziehen, wenn sie Afroamerikaner diskriminierten. Paul Weyrich, der konservative Aktivist und Gründer der Heritage Foundation, ergriff gemeinsam mit religiösen Führern wie Jerry Falwell die Gelegenheit, aus der Ablehnung gegen diese Entwicklung den Beginn einer christlich-konservativen Bewegung zu begründen. Eine Auseinandersetzung um die Zulassungspolitik der privaten christlichen Bob Jones University in Greenville (South Carolina) kombinierte dies mit der Ablehnung gemischter Ehen, nachdem in Loving v. Virginia 1967 das Verbot von Ehen zwischen Schwarzen und Weißen für verfassungswidrig erklärt worden war. Die Universität hatte ursprünglich keine Afroamerikaner zugelassen. Unter dem Druck der Steuerbehörde wurden ab 1971 Afroamerikaner zugelassen, aber lediglich Verheiratete. Studenten waren Liebesbeziehungen über die eigene „Rasse“ hinaus untersagt, vor ihrer Aufnahme mussten sie sich entsprechend schriftlich verpflichten, ebenso dazu, das Prinzip der Rassentrennung niemals öffentlich in Frage zu stellen, bei sofortiger Exmatrikulation im Fall eines Verstoßes. 1976 verlor die Universität daraufhin den Status der Gemeinnützigkeit. Da der Präsident der Bob Jones University behauptete, dass die Heirat von Weißen und Schwarzen biblisch untersagt sei, begründeten Weyrich und andere die folgende Kampagne mit der verfassungsrechtlich garantierten Religionsfreiheit in den Vereinigten Staaten. Im Wahlkampf um die Präsidentschaft erwähnte der Republikaner Ronald Reagan vor 10.000 Evangelikalen in der Reunion Arena in Dallas die ungerechte Behandlung christlicher Bildungseinrichtungen, aber nicht Abtreibungen. Nach seiner Wahl zum Präsidenten 1980 besuchte er als erstes die Bob Jones University. Der Supreme Court entschied 1983 jedoch gegen diese. Die Rassentrennung wird an der (nicht mehr steuerbefreiten) Bob Jones University (und ähnlichen Schulen) allerdings bis heute weiter praktiziert. Als nächstes Mobilisierungsthema wandte die Christliche Rechte sich daraufhin dem – ebenfalls religiös motivierten – Verbot von Schwangerschaftsabbrüchen zu, diesmal mit mehr Erfolg beim Supreme Court.

### Stammzellforschung
Die religiöse Rechte setzt sich gegen Forschung an embryonalen Stammzellen ein, weil solche Forschung nach Auffassung von Vertretern der religiösen Rechten Mord darstelle. Sie versuchen durch groß aufgezogene Kampagnen die öffentliche Meinung über Stammzellforschung zu verändern und auf Politiker Druck auszuüben, damit diese Initiativen und neue Gesetze zur Stammzellforschung im Senat und Repräsentantenhaus blockieren. Organisationen der religiösen Rechten beschäftigen zunehmend auch eigene Wissenschaftler und Experten, die Informationen zum Thema Stammzellforschung zusammenstellen. Beispielsweise hat das Family Research Council eine Abteilung namens The Center for Human Life and Bioethics (dt. „Das Zentrum für menschliches Leben und Bioethik“), die sich ausschließlich mit Stammzellforschung beschäftigt.
Im Mai 2010 unterzeichnete Präsident Barack Obama ein Gesetz zur Förderung der Forschung an embryonalen Stammzellen. Damit setzte er die Finanzierungsbeschränkungen, die zuvor Präsident George W. Bush beschlossen hatte, außer Kraft. Die religiöse Rechte reagierte mit scharfer Kritik. Der Präsident des Family Research Council, Tony Perkins, bezeichnete das neue Gesetz als „eine tödliche Verordnung“. Die Gewinnung embryonaler Stammzellen zerstöre werdendes Leben, so Perkins, und sei ein „Schlag ins Gesicht aller Amerikaner, die an die Würde jedes menschlichen Lebens glauben.“

## Verbindungen zu anderen politischen Bewegungen
Eine im Jahr 2010 durchgeführte Umfrage ergab, dass es Überschneidungen gibt zwischen der religiösen Rechten und der Tea-Party-Bewegung. Die Hälfte der US-Amerikaner, die sich als religiöse Rechte sehen, zählten sich auch zur Tea-Party-Bewegung. Eine Umfrage des Pew Research Center zeigte, dass 69 % der befragten Wahlberechtigten, die den Positionen der religiösen Rechten zustimmten, die Tea-Party-Bewegung unterstützten. Weiße evangelikale Protestanten sind in beiden Gruppen überrepräsentiert.

## Weiterführende Literatur
- Dallas A. Blanchard: The Anti-Abortion Movement and the Rise of the Religious Right. Twayne Publishers, New York 1994, ISBN 978-0-8057-3872-8.
- Manfred Brocker: Protest – Anpassung – Etablierung. Die Christliche Rechte im politischen System der USA. (Habilitation) Frankfurt/M.: Campus 2004. Teilweise einsehbar in Google Books.
- Annika Brockschmidt: Amerikas Gotteskrieger. Wie die Religiöse Rechte die Demokratie gefährdet. Hamburg 2021, ISBN 978-3-499-00648-7.
- Ruth Murray Brown: For a „Christian America“: a history of the religious right. Prometheus Books, Amherst (N.Y.) 2002, ISBN 1-57392-973-5.
- Didi Herman: The Antigay Agenda: Orthodox Vision and the Christian Right. University of Chicago Press, Chicago 1998, ISBN 978-0-226-32764-8.
- Bernd Hirschberger, Katja Voges (Hrsg.): Religious Freedom and Populism. The Appropriation of a Human Right and How to Counter It. transcript Verlag, Bielefeld 2024, ISBN 978-3-8376-6827-8.
- Thomas S. Kidd: Who Is an Evangelical? The History of a Movement in Crisis. Yale University Press, New Haven 2020, ISBN 978-0-300-25533-1.
- Kevin Kruse: One Nation Under God: How Corporate America Invented Christian America. Basic, New York 2015, ISBN 978-0-465-04949-3.
- Robert C. Liebman, Robert Wuthnow, James L. Guth u. a.: The New Christian Right: Mobilization and Legitimation. Aldine Publishing, Hawthorne (N.Y.) 1983, ISBN 0-202-30307-1.
- Gionathan Lo Mascolo (Hrsg.): The Christian Right in Europe. Movements, Networks, and Denominations. transcript Verlag, Bielefeld 2023, ISBN 978-3-8376-6038-8.
- Frank Schaeffer: Sex, Mom, and God: How the Bible’s Strange Take on Sex Led to Crazy Politics and How I Learned to Love Women (and Jesus) Anyway. Da Capo, Cambridge 2011, ISBN 978-0-306-81928-5. Frank Schaeffer beschreibt auch über den Einfluss, den seine Eltern Francis und Edith Schaeffer-Seville auf die religiös Rechten in den USA gehabt haben.
- Katherine Stewart: The Power Worshippers: Inside the Dangerous Rise of Religious Nationalism. Bloomsbury, New York 2020, ISBN 978-1-63557-343-5.
- Daniel K. Williams: God's Own Party: the making of the Christian right. Oxford University Press, Oxford 2010, ISBN 978-0-19-534084-6.